# Наґляди
Наґляди (пол. Naglady, нім. Nagladden) — село в Польщі, у гміні Ґетшвалд Ольштинського повіту Вармінсько-Мазурського воєводства.
Населення — 225 осіб (2011).
У 1975-1998 роках село належало до Ольштинського воєводства.

## Демографія
Демографічна структура станом на 31 березня 2011 року:
|          | Загалом | Допрацездатний вік | Працездатний вік | Постпрацездатний вік |
| -------- | ------- | ------------------ | ---------------- | -------------------- |
| Чоловіки | 109     | 27                 | 73               | 9                    |
| Жінки    | 116     | 28                 | 70               | 18                   |
| Разом    | 225     | 55                 | 143              | 27                   |